# Dennis Crompton
Dennis Crompton (* 29. Juni 1935 in Blackpool, Großbritannien; † 21. Januar 2025) war ein britischer Architekt und Stadtplaner in London. Er war Mitglied der in den 1960er Jahren bekannten Gruppe Archigram.

## Leben
Dennis Crompton studierte zunächst Mathematik, Physik und Kunst am College in Blackpool, bis er für die Architekturstudiengänge an der Universität Liverpool und der Universität Manchester zugelassen wurde und schließlich an der Manchester School of Architecture studierte. Nach seinem Studium arbeitete er zunächst für Frederick Gibbert und anschließend beim London County Council (LCC) im Architect’s Department South Bank tätig. Hier lernte er Warren Chalk und Ron Herron kennen, mit denen er gemeinsam zu den Architekten Peter Cook, David Greene und Michael Webb stieß, die Archigram 1961 gegründet hatten. Er beeinflusste seitdem die technischen Gesichtspunkte der Archigram-Entwürfe. Seine Begeisterung für Science-Fiction und die Raumfahrt floss in seine Arbeit und die Projekte der Gruppe ein. Bereits damals beschäftigte er sich in dem Projekt Computer City mit digitalen Technologien und deren Auswirkungen auf das Leben in der Stadt und die Gesellschaft. Die utopischen Stadtmodelle, visionäre Architekturkonzepte und experimentelle Lebensräume wurden, mit wachsender internationaler Resonanz, in ihrer Zeitschrift Archigram veröffentlichten. Archigram trat erstmals 1963 mit der Präsentation Living City in die Öffentlichkeit, in der sich die Gruppe bereits gegen formale Konventionen und Denkschemata der Architektur zugunsten von eher losen und freien Assoziationen aussprach. Vorrang ihrer Aktivitäten waren Pop-Kultur und fortschrittliche Technologien. Die wichtigsten Projekte waren Plug-In City, Walking City, Cushicle und Instant City, die als „Things That Go Bang in the Night“ („Dinge, die in der Nacht knallen“) bekannt wurden. Zusammen mit Ron Herron war Crompton, der 1975 das Archigram-Archiv gründete, verantwortlich für die Zusammenstellung und Gestaltung der großen Ausstellung „Archigram: Experimentelle Architektur 1961–74“, die 1994 in Wien eröffnet wurde.
Crompton lehrte seit 1965 an der in London ansässigen Architecture Association (AA), wo er ebenso mit Alvin Boyarsky in der Kommunikationsabteilung der AA zusammenarbeitete. Seit 1991 war er zudem für den Bereich Kommunikation und Publikation sowie Verlagswesen der AA zuständig. In jüngerer Zeit unterrichtete er die Masterkurse in Architektur und Stadtplanung am Bartlett (Bartlett School of Architecture - UCL). Er hielt zahlreiche Vorträge an Schulen für Architektur, Städtebau und Design in den Vereinigten Staaten und Europa.
Peter Cook, der die Nachricht von seinem Tod am 21. Januar in einem Instagram-Post bekannt gab, bezeichnete Crompton als „Archigram keeper of the flame“.

## Schriften
- D. Crompton (Hrsg.): Concerning Archigram, Archigram Archives 1999, ISBN 0-9535119-0-1
- D. Crompton, M. Sorkin, W. Menking: Concerning Archigram, Thread Waxing Space 1998
- H. Lachmayer, D. Crompton: Archigram – Life and Times of the Archigram Group, Wiley-Academy 1997, ISBN 1-85490-300-4
- D. Crompton, H. Lachmayer, P. Shoenig, S. Pasqual: A Guide to Archigram 1961-1974 | Ein Archigram-Program 1961-74, Academy Editions 1995
- D. Crompton: Archigram, Academy Editions 1994, ISBN 1-85490-299-7